# Luciafest

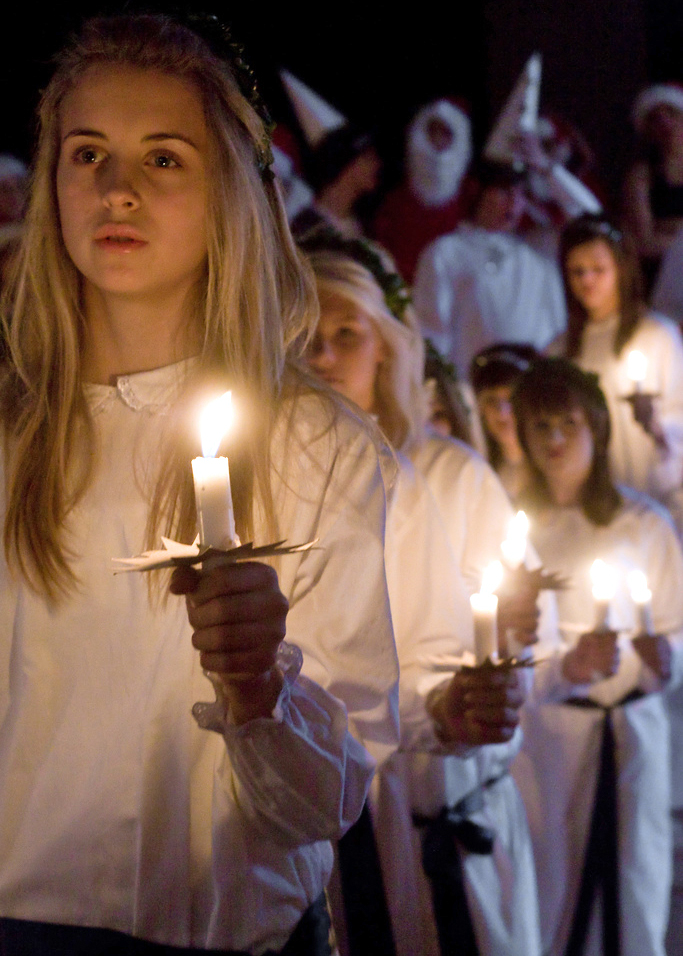
Prozession zum Luciafest in Schweden

Das Luciafest ist ein auf ein Heiligenfest zurückzuführender Brauch, der vor allem in Schweden sowie in Dänemark, Norwegen und unter Finnlandschweden und dänischen Südschleswigern verbreitet ist. Das Fest fällt auf den 13. Dezember, den Gedenktag der heiligen Lucia, der in Schweden vor der Einführung des Gregorianischen Kalenders im Jahr 1752 gut ein Jahrhundert lang der kürzeste Tag des Jahres (Wintersonnenwende) war.

## Ursprung und Entwicklung
Da der 13. Dezember in Schweden in den mehr als hundert Jahren vor 1752 auf die Wintersonnenwende fiel, steht das Luciafest letztlich in der Tradition älterer Sonnenwendfeierlichkeiten. Auf welchen Wegen aus diesen Feierlichkeiten das heutige Luciafest entstand, ist jedoch schwer zu rekonstruieren.
Eine besondere schwedische Ausprägung des Festes lässt sich frühestens für das Mittelalter nachweisen. Aus dieser Zeit gibt es Berichte über Feierlichkeiten, mit denen die Landbevölkerung das Ende der vorweihnachtlichen landwirtschaftlichen Arbeiten und den Beginn des Weihnachtsfastens beging. Damals war der 13. Dezember allerdings noch nicht der Tag der Wintersonnenwende, deren kalendarisches Datum sich im Julianischen Kalender im Laufe der Jahrhunderte verschob. Ab etwa 1760 berichten Zeitzeugen erstmals vom Tragen weißer Gewänder auf Gutshöfen in Westschweden. Dort entstand demnach, begrenzt auf einen kleinen Teil des Landes und der Bevölkerung, das heute auffälligste Element des Luciafestes.

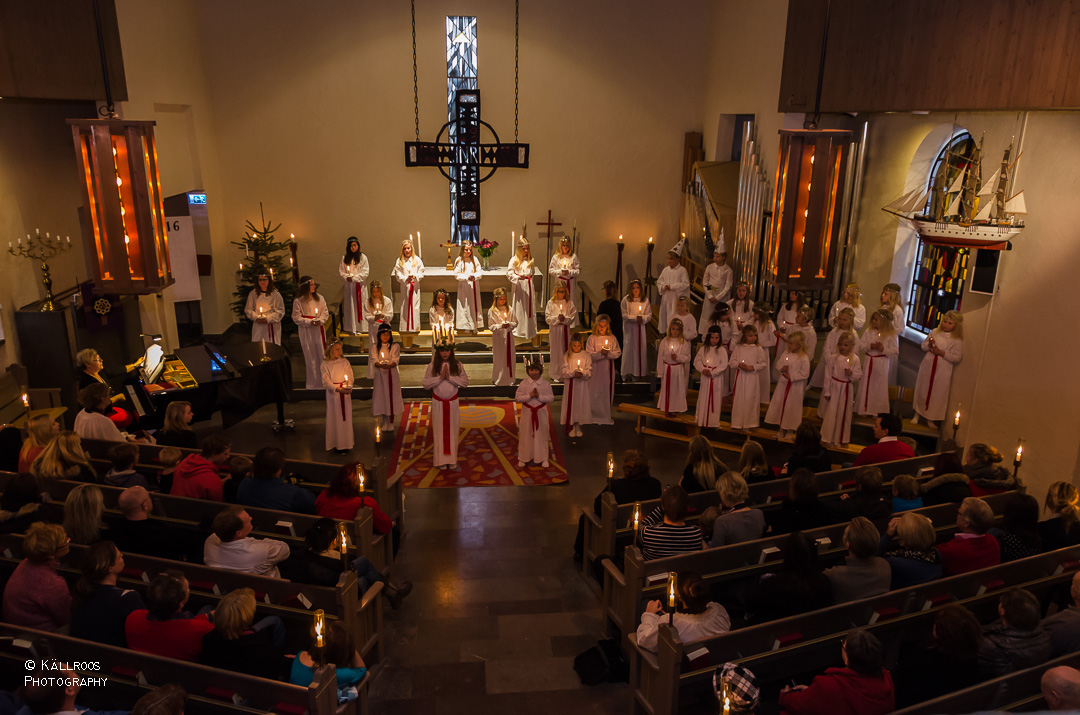
Luciafest in der Kirche von Borgholm, Schweden

Zu einem landesweiten Brauch entwickelte sich das Luciafest erst in den letzten hundert Jahren. Ende des 19. Jahrhunderts griff das Stockholmer Freilichtmuseum Skansen die westschwedischen Luciatraditionen auf, um sie für kommende Generationen zu bewahren.

Gleichzeitig begann der Brauch, sich über seine ursprünglichen Grenzen hinaus in der Bevölkerung zu verbreiten. Dieser Prozess verstärkte sich, als eine Stockholmer Zeitung im Jahr 1927 zum ersten Mal eine Lucia wählte. In der Folge fand das Luciafest einen festen Platz im schwedischen Brauchtum.
Verschiedene Teile Bayerns hatten vergleichbare Bräuche: Im Frankenjura durfte in der Nacht des 13. Dezember (Luziennacht) weder gebacken, gesponnen noch genäht werden. Auch aus dem Lechraingebiet sind verschiedene Bräuche bekannt. In manchen Gegenden Bayerns, zum Beispiel in der nördlichen Oberpfalz, im Landkreis Wunsiedel in Oberfranken und in der Gegend von Eichstätt und Ingolstadt wurde der Name der Lucia mit heidnischen Perchtengestalten verbunden. Als Luzie, Heuluzi oder Luz trat Lucia hier bis in die zweite Hälfte des 20. Jahrhunderts als vorweihnachtliche Kinderschreckfigur auf, ähnlich der Specht.

## Heutige Form

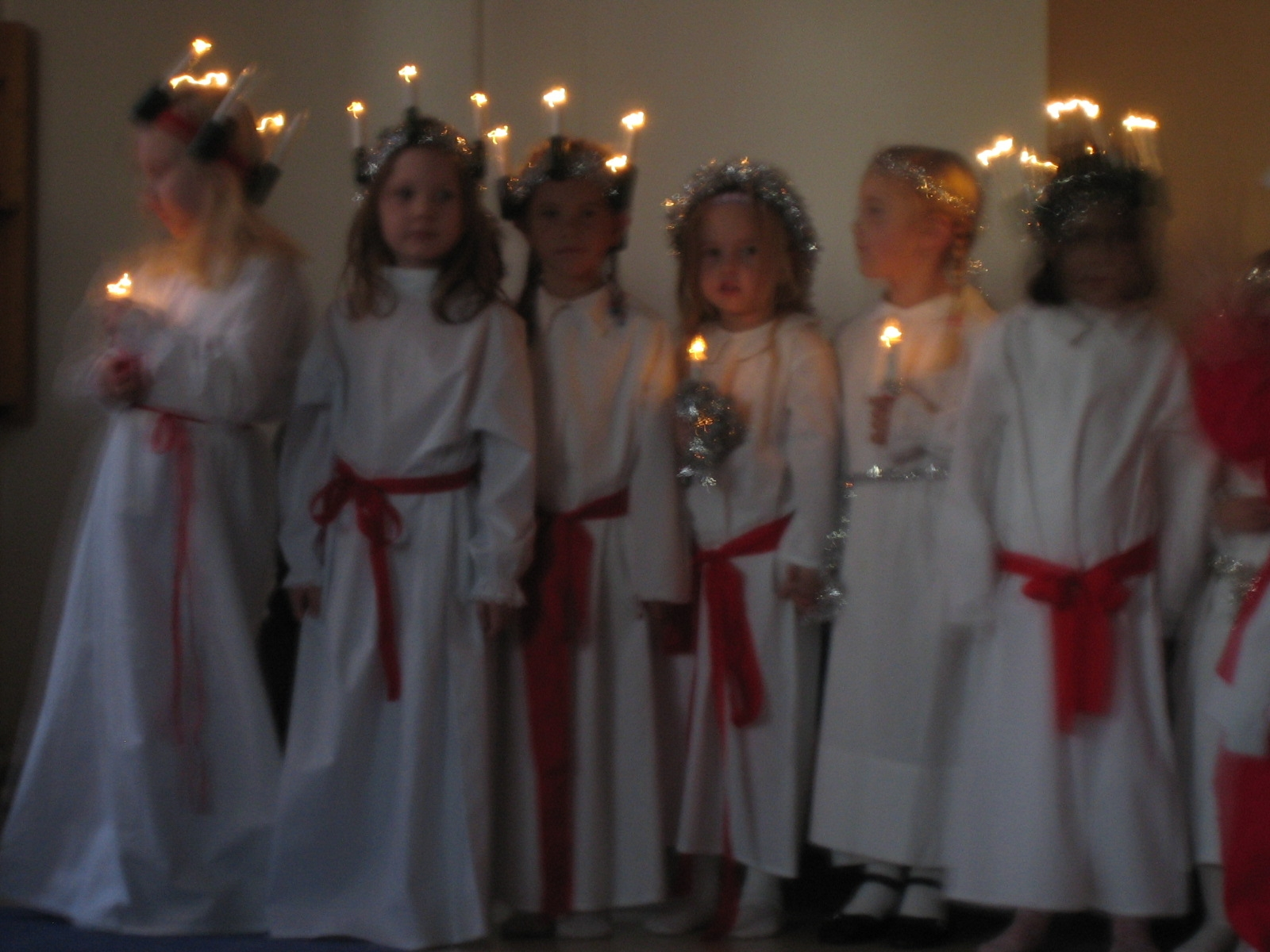
Luciafest in einem schwedischen Kindergarten

Obwohl das Luciafest dem Namen nach ein Heiligenfest ist, ist es heute in Schweden wenig kirchlich geprägt. Die wichtigsten Elemente sind das Tragen von weißen Gewändern und Kerzen, der Verzehr von traditionellem Safrangebäck (lussekatter), das Singen von Lucialiedern (etwa des neapolitanischen Volkslieds Santa Lucia) und die Wahl einer örtlichen Lucia.
Die Feierlichkeiten beginnen meist am Morgen in der Familie und setzen sich in Kindergärten, Schulen und am Arbeitsplatz fort. Ein Mädchen, in der Familie traditionell die älteste Tochter, spielt die Lucia. Sie trägt ein weißes Gewand, ein rotes Band um die Taille und einen Kranz mit Kerzen auf dem Kopf. Ihr folgen oft weitere Mädchen (tärnor), die Kerzen in den Händen halten, sowie manchmal auch Sternenknaben (stjärngossar), Pfefferkuchenmännchen (pepparkaksgubbar) und Wichtel (tomtar) in einer regelrechten Prozession. Der Verbrennungsgefahr wegen tragen Kinder heute überwiegend elektrische Kerzen. Auch Jungen nehmen an der Prozession teil; sie stellen Weise aus dem Morgenland dar und tragen hierfür neben weißen Gewändern hohe, spitze Hüte und Sternenstäbe.
Auch in Norwegen, Dänemark und Finnland erfreut sich das Luciafest zunehmender Beliebtheit. In deutschen Partnergemeinden gibt es ebenfalls Veranstaltungen, zu denen meistens Gäste aus der jeweiligen Stadt eingeladen werden. Auch in Ungarn wurde die Tradition des Lucia-Festes (Lucia-Stuhl) seit 1990 wiederbelebt.
In Oberbayern wurde in der Kreisstadt Fürstenfeldbruck die mittelalterliche Tradition des Lucien-Häuschen-Schwimmens nach dem Zweiten Weltkrieg wiederbelebt.
In Katalonien gibt es seit 1951 die Nit de Santa Llúcia („Nacht der heiligen Lucia“), ein literarisches Fest. Zu dieser Zeit werden einige der wichtigsten katalanischen Literaturpreise, wie der Premi Sant Jordi de novel·la, verliehen. Während der frühen franquistischen Diktatur (1939–1975) wurde das Fest wegen der Repression der katalanischen Sprache und der strengen Zensur in den Anfangsjahren immer sehr diskret gefeiert. Der 13. Dezember wurde gewählt, weil er auch der Sterbetag des Schriftstellers Joan Crexells i Vallhonrat (1896–1926) war. Erst 1975, kurz nach dem Tod Francisco Francos, konnte öffentlich gefeiert werden.

## Zusammenhang mit der heiligen Lucia

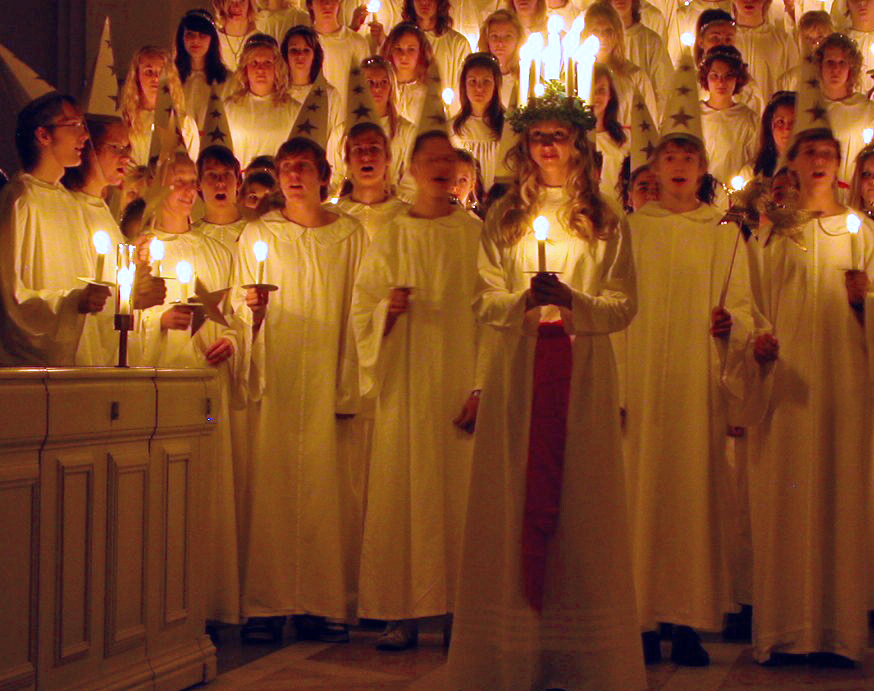
Luciafest in einer schwedischen Kirche; hinter der Lucia sind die Jungen, die die Weisen aus dem Morgenland darstellen, erkennbar

Inwieweit das Luciafest in seiner in Schweden verbreiteten Ausprägung tatsächlich mit der heiligen Lucia in Zusammenhang steht, ist nicht eindeutig zu beantworten.
Einerseits verdankt das Fest seinen heutigen Status der Tatsache, dass der 13. Dezember in Schweden bis 1752 der kürzeste Tag des Jahres war. In diesem Zusammenhang fällt auf, dass Kerzenlicht auch in anderen winterlichen und weihnachtlichen Bräuchen eine wichtige Rolle spielt (Weihnachtsbaum, Adventskranz). Landesweite Verbreitung erfuhr das Fest darüber hinaus nicht als kirchlicher Feiertag, sondern als Brauchtum.
Andererseits passt das Element des auf dem Kopf getragenen Kerzenkranzes zu Beschreibungen der heiligen Lucia. Von dieser wird bisweilen berichtet, dass sie um der freien Hände willen einen Kerzenkranz auf dem Kopf trug, wenn sie andere Frühchristen heimlich mit Lebensmitteln versorgte. Geht man einen Schritt weiter, lässt sich das weiße Gewand mit um die Taille geschlungenem roten Band als Verweis auf Lucias Christentum, ihre Zugehörigkeit zum Stand der geweihten Jungfrauen und ihren Tod als Märtyrin deuten. Lucia hatte die Ehelosigkeit um Christi willen gelobt und starb der Überlieferung zufolge an einem Dolchstoß in den Hals. In dieser Interpretation steht das weiße Gewand für ihre Jungfräulichkeit und das rote Band für das Martyrium.